# Duberria
Genre
Duberria est un genre de serpents de la famille des Lamprophiidae. 

## Répartition
Les quatre espèces de ce genre se rencontrent en Afrique australe et en Afrique de l'Est.

## Liste des espèces
Selon The Reptile Database (9 septembre 2014) :
- Duberria lutrix (Linnaeus, 1758)
- Duberria rhodesiana (Broadley, 1958)
- Duberria shirana (Boulenger, 1894)
- Duberria variegata (Peters, 1854)

## Publication originale
- Fitzinger, 1826 : Neue classification der reptilien nach ihren natürlichen verwandtschaften. Nebst einer verwandtschafts-tafel und einem verzeichnisse der reptilien-sammlung des K. K. zoologischen museum's zu Wien, p. 1-67 (texte intégral).